# Caterino Zeno
Caterino Zeno (Venezia, 12 luglio 1418 – 1478) è stato un viaggiatore e diplomatico italiano della Repubblica di Venezia, noto per essere stato ambasciatore presso Uzun Hassan, sovrano di Aq Qoyunlu.

## Biografia
Caterino Zeno nacque il 12 luglio 1418 a Venezia, da Dragone Pietro, della famiglia Zeno dei Crociferi, e sua moglie Anna di Giovanni della famiglia Morosini, nipote del doge Michele Morosini. Aveva due fratelli, Antonio e Nicolò, e una sorella, Antonia (che sposò Antonio Zorzi nel 1439). Rimase orfano di padre prima del 1430. Sia il padre che il nonno paterno di Caterino erano noti per i loro viaggi in località esotiche, e secondo alcune interpretazioni raggiunsero addirittura il Nord America.
Entrato in società il 2 dicembre 1439 su raccomandazione della madre e degli zii materni, Zeno venne da subito avviato ai viaggi e al commercio, prendendo parte a spedizioni per Alessandria e Tana, rispettivamente nel 1445 e 1446.
Dal 1448 iniziò anche a ricoprire cariche pubbliche: fu per due anni avvocato dello Stato nelle curie minori, venne eletto più volte nella Quarantia fra il 1448 e il 1455 e caposestiere di San Marco nel 1450.
Nel 1453 sposò Violante, figlia di Nicolò Crispo, signore di Siro e Santorini e reggente del ducato dell’Arcipelago e di Nasso. Da lei ebbe almeno un figlio, Pietro, nato nel 1457 e  che sarebbe poi diventato ambasciatore a Costantinopoli, e almeno due figlie, a cui il governo veneziano l'8 gennaio 1476 assegnò, per i meriti acquisiti dal padre, una dote di 1500 ducati ciascuna. La prima, Adriana, sposò Federico Gradenigo nel 1476, la seconda, il cui nome non è noto, sposò invece Leone di Sommaripa, signore di Andro. È invece incerta l'esistenza e l'identificazione di un secondo figlio, di nome Ottaviano, che sarebbe stato cameriere di Papa Innocenzo VIII.
Nel 1455 Zeno finanziò una tratta commerciale per la Siria e per Beirut, mentre nel 1463 fu capitano di una nave e nel 1467 ufficiale responsabile delle vertenze sul trasporto delle merci.
Il 7 marzo 1471, dopo che altri due candidati si tirarono indietro a causa dell'elevato rischio, accettò l'incarico di ambasciatore presso il sovrano orientale Uzun Hassan col compito di assicurasi la sua alleanza contro il sultano ottomano Mehmed II. Secondo la tradizione, la scelta di Zeno fu dovuta anche a una parentela, di natura incerta e non completamente provata, fra sua moglie e una delle mogli di Uzun Hassan, la principessa bizantina Teodora Despina Comnena (entrata nelle leggende con l'epiteto di "Principessa di Trebisonda"). Tale parentela è però dai più giudicata una montatura autoproclamata, allo scopo di esaltare l'immagine pubblica degli Zeno (la casata dei Comneni era infatti imparentata con quasi tutte le famiglie regnanti di Europa e anche con alcune dinastie orientali).
Caterino si recò alla corte di Uzun Hassan nell'aprile 1472 e vi rimase per un anno e mezzo, diventando amico personale del sovrano e forgiando una solida alleanza che continuò anche dopo il suo ritorno in Europa, quando fu sostituito da Giosafat Barbaro e Ambrogio Contarini. Ebbe anche una buona relazione con Teodora Despina, che il Senato veneziano gli aveva espressamente chiesto di incontrare perché influenzasse Uzun Hassan a favore di Venezia, dal momento che Trebisonda, patria di Teodora, era una loro alleata tradizionale. In particolare, ebbe un lungo colloquio con Teodora nel 1473, a Damasco, dove incontrò anche due delle tre figlie che la donna ebbe dal marito. Durante il rientro (che fu turbolento, rischiando più volte la cattura per mano ottomana, tanto che un suo servo accettò di essere venduto come schiavo per procurare il denaro necessario per completare il viaggio), su invito di Uzun, Caterino soggiornò alla corte dell'imperatore Federico III, di Casimiro di Polonia e di Mattia Corvino di Ungheria, cercando ogni volta un'alleanza contro Mehmed II, con risultati alterni e piuttosto modesti, anche se Mattia Corvino lo fece cavaliere il 20 aprile 1474 e fu largo di promesse. A Venezia, dove consegnò le lettere di Uzun Hassan al consiglio, Caterino, orgoglioso di sé, si presentò come il "Magnifico Domino Caterino Zeno".
Il 22 agosto 1474 Zeno venne messo a capo di un corpo diplomatico di quattro uomini diretto a Napoli e a Roma, all'interno del quale fu indicato come Caterino Zeno, Ambasciatore di Persia. L'8 ottobre 1474 fu eletto Governatore delle Entrate, carica che assunse al suo ritorno nel gennaio 1475. Il  29 settembre 1476 entrò nel Consiglio dei Dieci, di cui, nei mesi successivi, fu più volte capo o inquisitore; quindi, nel maggio 1477, fu eletto patron all’Arsenal, un incarico di natura tecnica ma di grande rilievo, tradizionalmente affidato agli ex capi dei Dieci.
Caterino Zeno morì prima di giugno 1478, probabilmente di peste. Venne sepolto nella Chiesa dei Crociferi.
Il racconto dei viaggi di Caterino, i Commentari, furono pubblicati nel 1558 dal suo pronipote Niccolò, la cui attendibilità è però oggetto di dibattito. La fama legata alla sua missione in Persia ispirò anche letteratura di stampo praticamente fantastico, come Caterin Zeno. Storia curiosa delle sue avventure in Persia (1783) di Vincenzo Formaleoni.